# Hemavan Tärnaby Airport
Hemavan Tärnaby Airport, tidigare Hemavans flygplats (IATA: HMV, ICAO: ESUT) är en regional flygplats som ligger i Hemavan och 19 km från Tärnaby i Storumans kommun i Västerbottens län. Flygplatsen ägs och drivs av Hemavan Tärnaby Airport AB, som ägs till 44 % av Storumans kommun och till 56 % av turistnäring och privatpersoner.

## Historia
Flygplatsen blev klar för kommersiell trafik hösten 1993. Innan dess fanns ett sportflygfält som anlades på 1960-talet, bland annat för segelflyg. Chartertrafik inleddes i mars 1994 med en linje till Bodø och en linje till Umeå med två flygningar per vecka i vardera riktning. Dessa flygningar utfördes av det norska flygbolaget Widerøe. Flygplanet som flög startade i Bodø och mellanlandade i Hemavan på vägen till Umeå. Med Arvidsjaur och Umeå i början av 90-talet fanns det reguljära förbindelser som trafikerade av Skyways. Reguljärtrafiken till Arlanda på helårsbasis började 1997. Detta med Skyways som operatör. Hösten 2008 övertog Nextjet flygtrafiken mellan Hemavan och Arlanda efter att de vunnit Rikstrafikens upphandling. Operatörsbytet innebar att större flygplan började användas. Skyways använde Fokker 50 för 50 passagerare, och Nextjet använde sig av den större BAe ATP som hade plats för 68 passagerare, även den mindre SAAB 340 för 33 passagerare förekom på flygningarna till och från Hemavan.
Flygplatsen hade 4 183 passagerare år 2000, 12 722 passagerare år 2005, 17 666 år 2008 och 14 302 år 2016.

## Flygtrafik
Reguljärflyg mellan Hemavan och Stockholm-Arlanda upphandlas av Trafikverket. Förbindelsen till Stockholm trafikerades med ett flyg om dagen under hela året, samt ytterligare ett flyg per dag under högsäsong (vinter). På lördagarna fanns inga flyg och på söndagar fanns ett flyg. I huvudsak är det Trafikverket som avgör hur de olika flygen skall slingas och trafikeras, men man är flexibel beträffande detta beroende på behovet under olika delar av året. Samtliga flygningar till och från Stockholm-Arlanda mellanlandade på Vilhelmina flygplats.
Från och med 1 juli 2018 flyger Amapola flyg till Stockholm-Arlanda och använder flygplanstypen Fokker 50.

### Flygbolag och Destinationer
| Flygbolag    | Destinationer                               |
| ------------ | ------------------------------------------- |
| Amapola flyg | Stockholm-Arlanda via Arvidsjaur, Lycksele, |

## Baninfo
Den nuvarande längden på banan är 1 444  meter (Landing Distance Available) respektive 1 594  meter (Takeoff Distance Available)  och bredden är 30 meter. Det är ungefär samma som hos många andra mindre svenska reguljärflygplatser. Den relativt korta banlängden gör att i första hand propellerplan använder flygplatsen, eftersom få jetplanstyper kan använda den.

## Marktransport
Flygplatsen ligger i Hemavan, och till Tärnaby är det 19 kilometer. Till Mo i Rana (vars flygplats inte har flygningar till Stockholm), vars kommun har ca 26 000 invånare, är det 98 km, och många norrmän använder Hemavans flygplats.
Det finns biluthyrningsfirmor som möter med bilar vid flygplatsen. Flygtaxi angör flygplatsen vid förbeställning.
Det finns även en bilparkering, som är avgiftsfri.